# Championnat du Costa Rica de football 1991-1992
Navigation
Saison précédente Saison suivante
La Primera División 1991-1992 est la soixante-dixième/septantième édition de la première division costaricienne.
Lors de ce tournoi, le LD Alajuelense a conservé son titre de champion du Costa Rica face aux onze meilleurs clubs costariciens.
Seulement deux places étaient qualificatives pour la Coupe des champions de la CONCACAF.

## Les 12 clubs participants
| \| / LD Alajuelense AD Carmelita CS Cartagines AD Guanacasteca CS Herediano AD Limonense Municipal Pérez Zeledon Municipal Puntarenas AD San Carlos I Deportivo Saprissa Municipal Turrialba CS Uruguay \| Localisation des clubs engagés dans le championnat. |
| / LD Alajuelense AD Carmelita CS Cartagines AD Guanacasteca CS Herediano AD Limonense Municipal Pérez Zeledon Municipal Puntarenas AD San Carlos I Deportivo Saprissa Municipal Turrialba CS Uruguay                                                           |

| Club                    | Stade                         | Capacité | Ville                  |
| LD Alajuelense          | Stade Alejandro Morera Soto   | 17 900   | Alajuela               |
| AD Carmelita            | Stade Carlos Alvarado         | 3 000    | Santa Bárbara          |
| CS Cartagines           | Stade José Rafael Meza        | 13 500   | Cartago                |
| AD Guanacasteca         | Stade Chorotega               | 4 000    | Nicoya                 |
| CS Herediano            | Stade Eladio Rosabal Cordero  | 8 100    | Heredia                |
| AD Limonense            | Stade Juan Gobán              | 3 000    | Puerto Limón           |
| Municipal Pérez Zeledon | Stade Municipal Pérez Zeledón | 6 000    | San Isidro del General |
| Municipal Puntarenas    | Stade Lito Pérez              | 4 100    | Puntarenas             |
| AD San Carlos           | Stade Carlos Ugalde Álvarez   | 5 600    | Ciudad Quesada         |
| Deportivo Saprissa      | Stade Ricardo Saprissa        | 23 100   | San José               |
| Municipal Turrialba     | Stade Rafael Ángel Camacho    | 4 500    | Turrialba              |
| CS Uruguay              | Stade Municipal el Labrador   | 2 500    | Coronado               |

## Bilan du tournoi
| Tableau d'Honneur |                |
| Compétition       | Vainqueur      |
| Primera División  | LD Alajuelense |

| Qualifications continentales 1992-1993 |                                   |
| Coupe des champions de la CONCACAF     | Qualifiés                         |
| Troisième tour de qualification        | LD Alajuelense Deportivo Saprissa |

| Promotions et relégations   |              |
| Relégué en Segunda División | CS Uruguay   |
| Promu de Segunda División   | AD Ramonense |